# Gardix
Gardix ist ein Wohnplatz auf der Gemarkung von Groß Schönebeck der amtsfreien Gemeinde Schorfheide im Landkreis Barnim in Brandenburg.

## Geografie
Der Ort befindet sich 3 Kilometer südsüdwestlich von Groß Schönebeck und 11 Kilometer westnordwestlich von Finowfurt, dem Sitz der Gemeindeverwaltung. Die kleine Ansiedlung liegt direkt an der alten Pflasterstraße von Groß Schönebeck nach Zerpenschleuse, etwa 1,5 Kilometer westlich der hier in Nord-Süd-Richtung verlaufenden Landesstraße 100.
Die Nachbarorte sind Groß Schönebeck im Norden, Sperlingsaue im Nordosten, Klandorf im Südosten, Zerpenschleuse im Süden, Hammer und Liebenwalde im Westen sowie Böhmerheide im Nordwesten.

## Geschichte
Verschiedene historische Karten verzeichnen lediglich den hier heute noch als Ruine vorhandenen Dreiseithof. So beispielsweise die Topographische Karte des Deutschen Reiches im Maßstab 1:25.000 (1902–48), wo sich an diesem Platz vier einen Hof einschließende Gebäude finden, die mit dem Hinweis „Gardix; zu Gross-Schönebeck“ versehen sind.
Die Wohnnutzung des Hofes Gardix wurde wenige Jahre nach der deutschen Wiedervereinigung aufgegeben, die Gebäude verfielen und befinden sich derzeit (Stand 2021) in ruinösem Zustand. Das Gelände ist im Flächennutzungsplan der Gemeinde Schorfheide als Waldfläche ausgewiesen und nicht Teil eines Bebauungsplanes. Die Pflasterung der Durchgangsstraße ist nur noch streckenweise erhalten. 

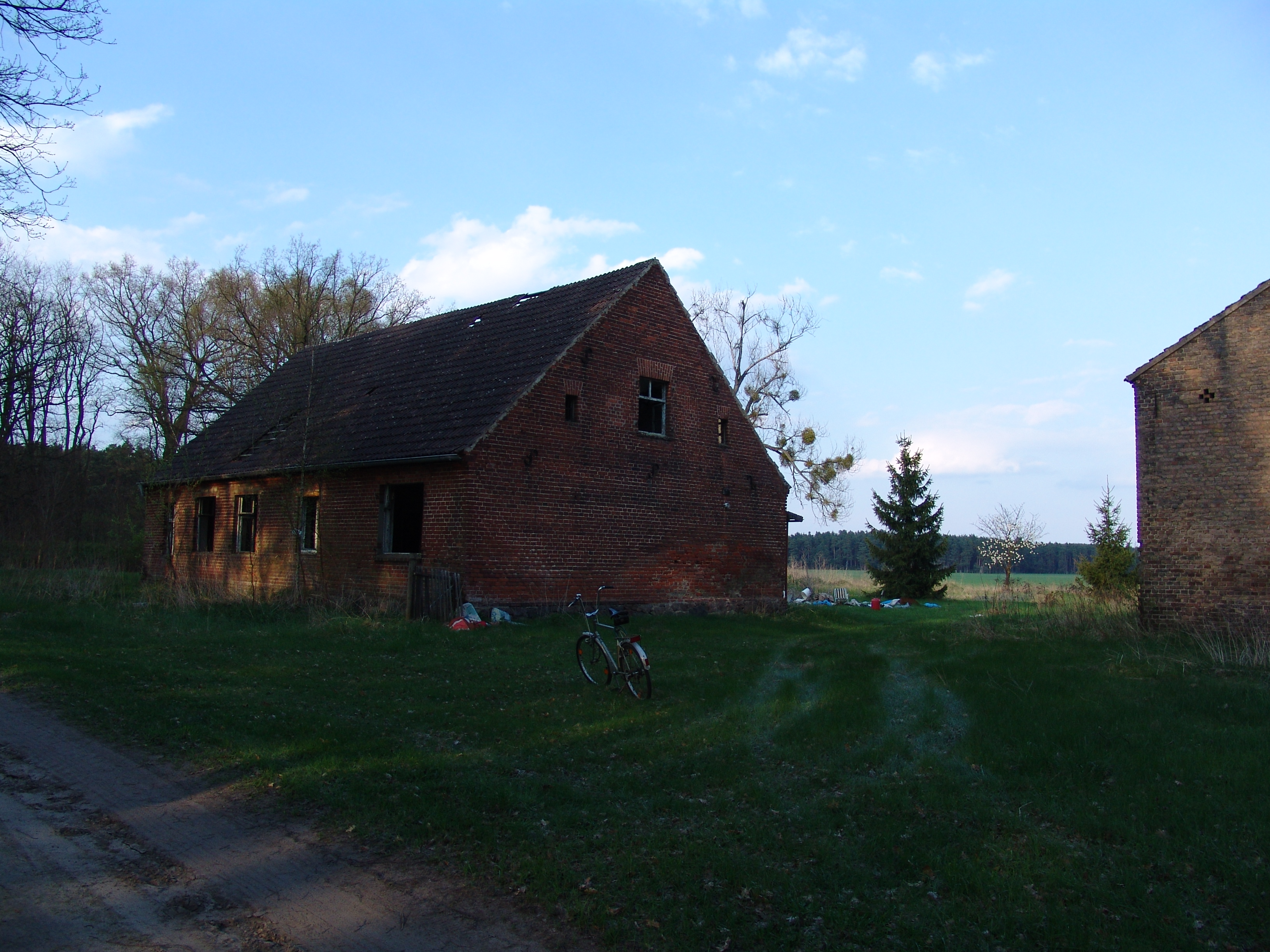
Wohnhaus von Südwesten (2006)
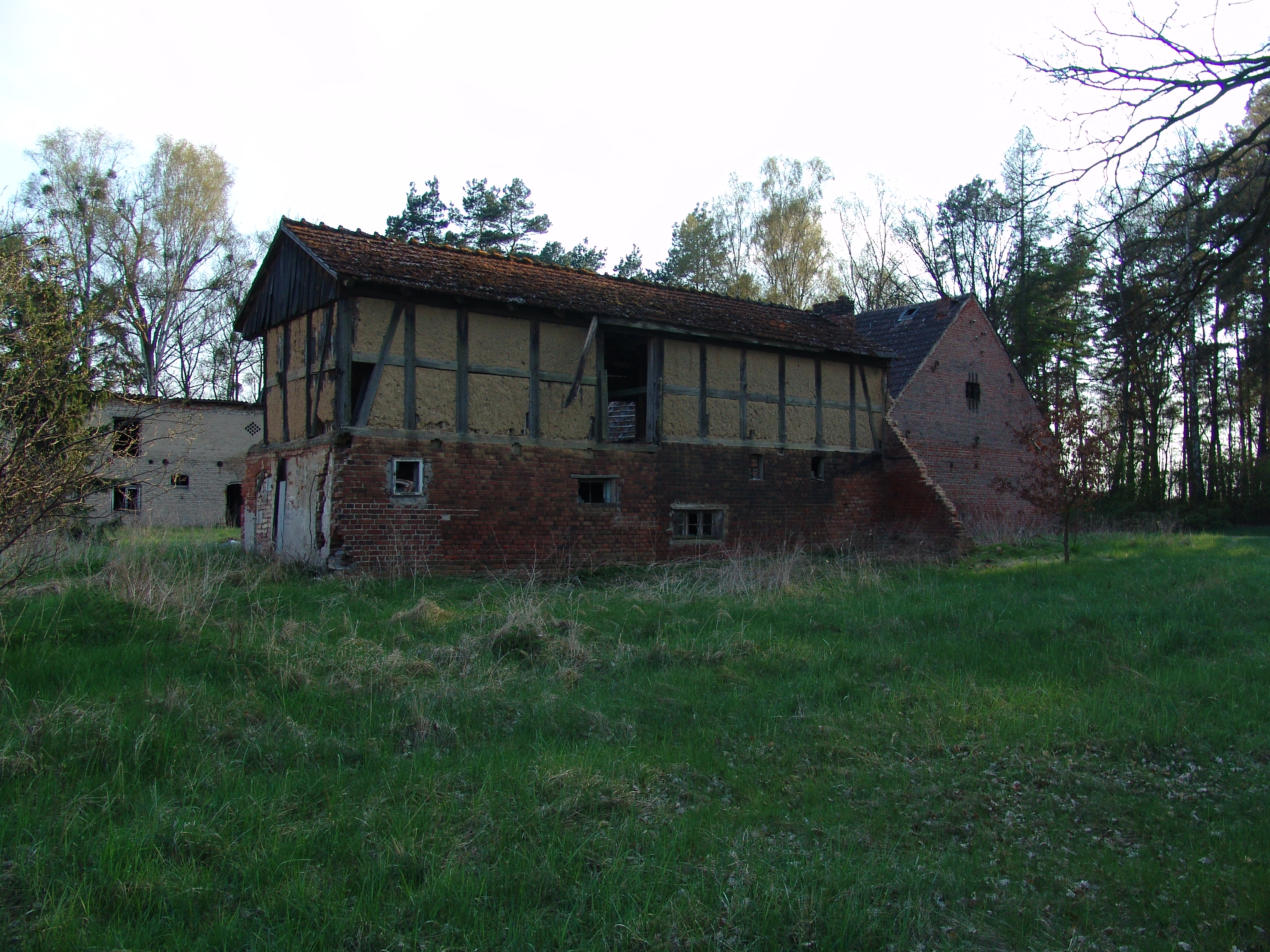
Fachwerkgebäude an der Nordseite (2006)
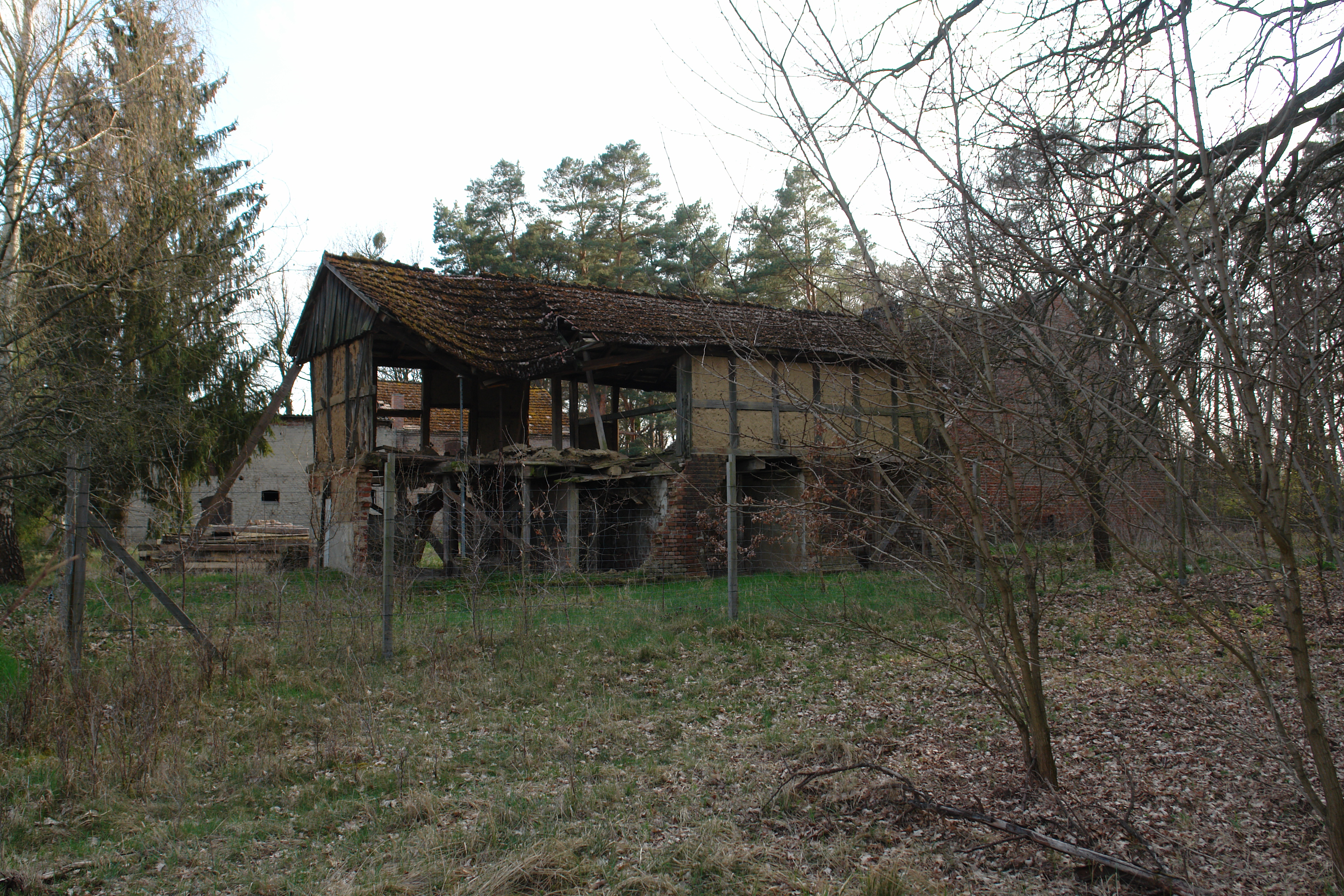
Fachwerkgebäude an der Nordseite (2021)
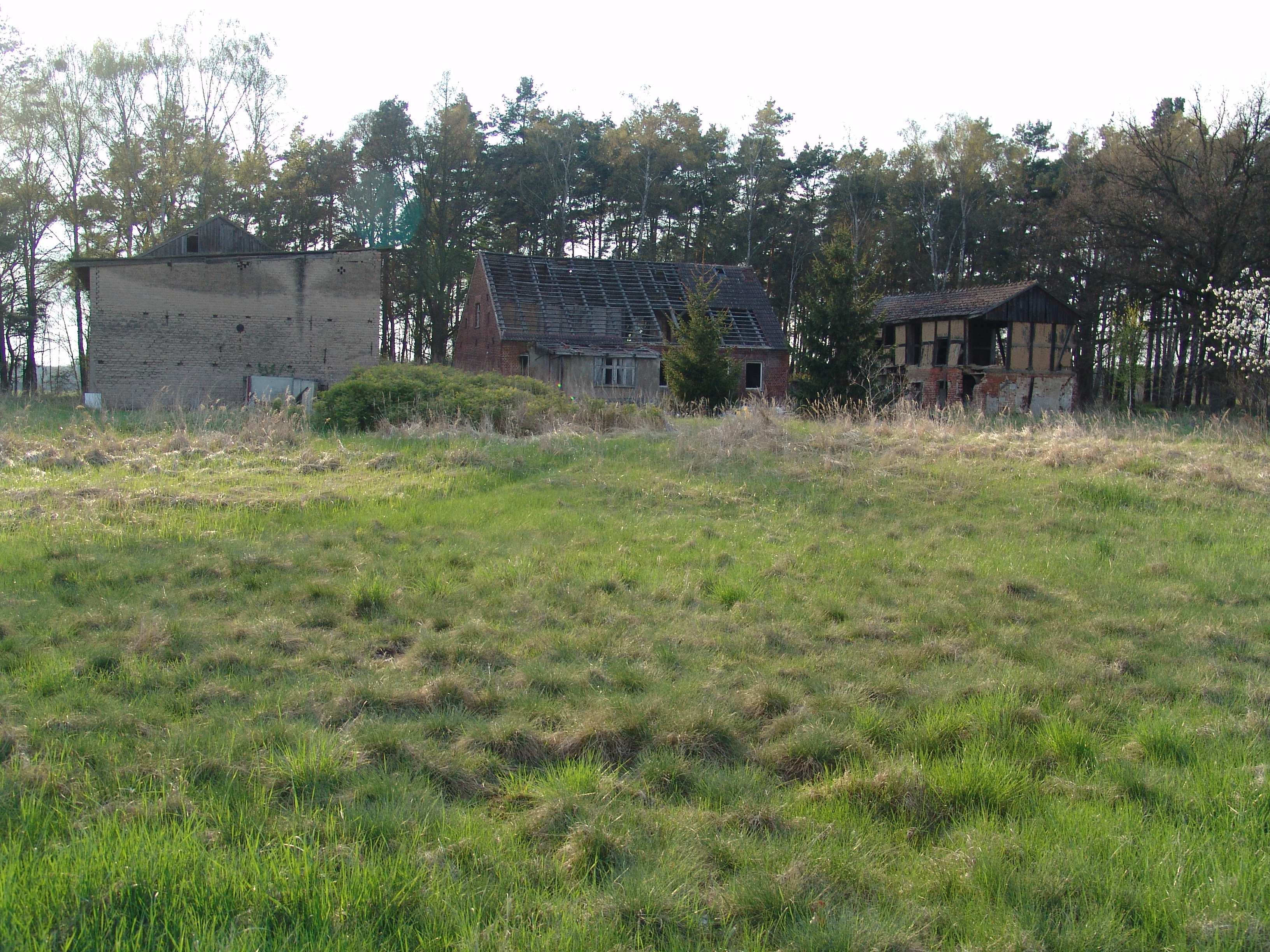
Ruinöser Hof von Südosten (2006)
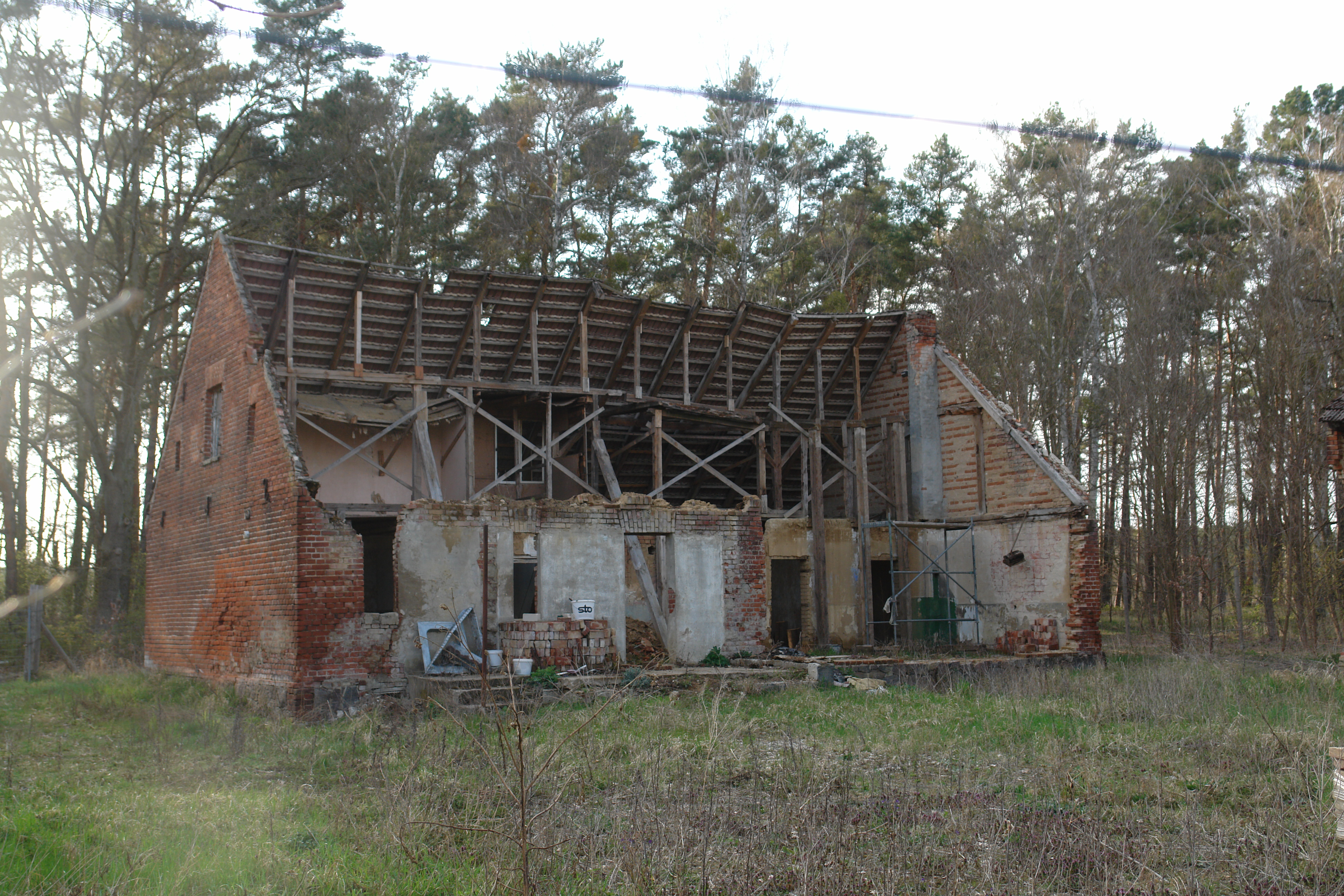
Hausruine von Südosten (2021)

Gardix war ein Wohnplatz der ehemaligen Gemeinde Groß Schönebeck und wurde durch deren Zusammenlegung mit Finowfurt am 26. Oktober 2003 ein Teil der neu geschaffenen Gemeinde Schorfheide.